# 2648 Owa
2648 Owa eller 1980 VJ är en asteroid i huvudbältet som upptäcktes den 8 november 1980 av den amerikanske astronomen Edward L.G. Bowell vid Anderson Mesa Station. Namnet betyder Sten på Hopi.
Asteroiden har en diameter på ungefär 5 kilometer.